# Theridion minutissimum
Theridion minutissimum là một loài nhện trong họ Theridiidae.
Loài này thuộc chi Theridion. Theridion minutissimum được Eugen von Keyserling miêu tả năm 1884.